# 梁发

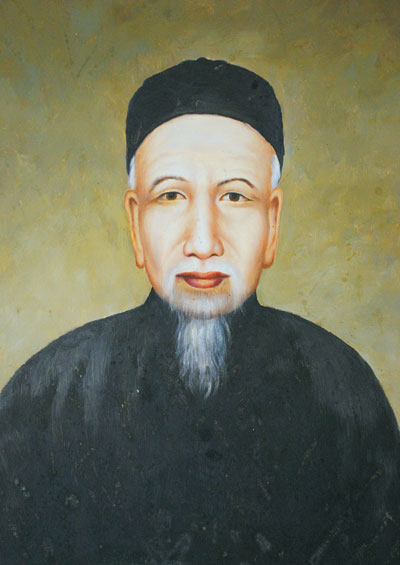
梁發牧師

梁發（1789年—1855年），原名恭，字濟南，號學善居士，小名「阿發」，生於廣東省肇慶府高明縣的西梁村。梁發是中國基督教重要人物，也是近代第一位華人牧師（不包括唐代景教）。因為當時宣教士主要是在廣東，所以當時吸收的信徒主要是廣東人。

## 履歷

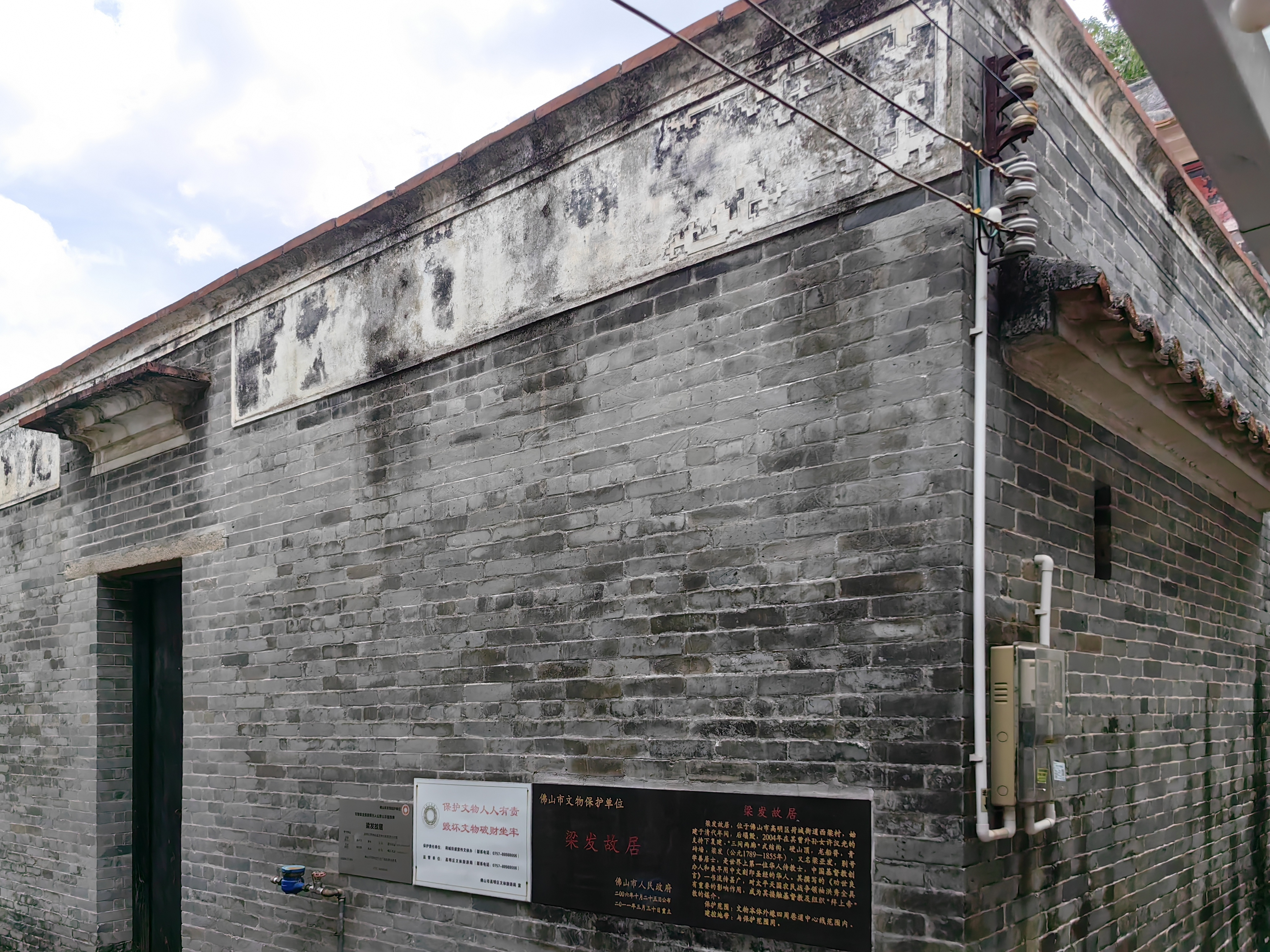
梁发在高明的故居

1800年11歲入學，讀了四年私塾至1804年。
1804年（嘉慶9年）15歲至省城廣州打工，先學畫工和制做毛笔，后及木板印刷。
1810年梁發在廣州十三行學印刷期間，結識英國傳教士馬禮遜和米憐。
1815年梁發隨米憐到麻六甲，並在英華書院負責刻印傳教書刊，幫助他印刷出版中文雜誌《察世俗每月統記傳》。
1816年11月3日米憐在麻六甲替梁發施洗。梁發的中文的造詣相當好，所以他一方面幫忙做印刷出版工作，一方面寫了很多宣傳基督教的書和小冊子。
1819年梁發回到故鄉和黎氏結婚。妻子黎氏在1820年受洗，是中國第一個更正教的女信徒。
1821年12月，梁發在澳門被馬禮遜立為中國第一個更正教的傳教士。
1828年梁發和古天青在廣東高明縣設了第一所基督教的私塾，既是小孩子讀書的學校，也是早期的新式教堂。除了教中國語文以外也教西方的科學地理知識和英文。
1832年刊行《勸世良言》9卷。
1839年（道光19年）梁發51歲，再次從爪哇回到廣東來。
1855年4月12日，梁發65歲因病逝世于廣州，葬在故鄉墳地鳳凰岡。

## 紀念
中華基督教會為紀念他，於1963年在香港中華基督教會基法小學及中華基督教會基法小學（油塘）(基法小學)創立了梁發紀念禮拜堂及油塘梁發紀念禮拜堂。

## 著作
梁發最重要的著作就是1832年所寫的《勸世良言》。《勸世良言》基本上是九本小冊子合訂一起。其中一部分是從聖經的舊約、新約的教訓中選出來的。另外一部分講述基督教的教義。梁發是用很淺顯的的字眼把基督教的教義和一部分的聖經精選出來成為《勸世良言》。這本書後來對洪秀全所建立的太平天國反清政權有很大的影響。洪秀全初期對基督教的接觸來自《勸世良言》。
- 《勸世良言》
- 《真传救世文》
- 《崇真辟邪论》
- 《圣经杂解》
- 《圣经杂论》
- 《熟學聖理略論》
- 《真道問答淺解》
- 《真道尋源》
- 《靈魂篇》
- 《聖經日課初學便用》
- 《祈禱文贊神詩》
- 《安危获福篇》
- 《古经辑要》

## 外部連結
- McNeur, George Hunter (1874-1953)  : 《中華最早的佈道者 : 梁發》. 上海 : 廣學會 , 1948. （页面存档备份，存于）  基督教文藝出版社藏書,  香港浸會大學圖書館. 華人基督宗教文獻保存計劃.
- McNeur, George Hunter (1874-1953)  :《梁發傳  (附勸世良言) = Life of Leung Faat with "Good Words Exhorting Mankind"》. 香港 : 基督教輔僑出版社, 1959. （页面存档备份，存于）  基督教文藝出版社藏書,  香港浸會大學圖書館. 華人基督宗教文獻保存計劃.